# WBSC女子野球ワールドカップ
WBSC女子野球ワールドカップ（英語: WBSC Women's Baseball World Cup）は、世界野球ソフトボール連盟（WBSC）が主催する、各国代表女子選手による野球の国際大会。なお、女子野球世界大会は廃止された。

## 概要
- 第1回大会は2004年、カナダ・エドモントンで開催され、カナダ、日本、アメリカ、オーストラリア、チャイニーズタイペイの5ヵ国が参加。以来2年に1度開催されていたが、2024年より4年ごとの開催となる予定である。
- 2006年、台湾で7ヵ国が参加し第2回大会が開催された。2大会連続でアメリカが優勝、日本が2位。
- 第3回大会は2008年に日本・松山で開催され、開催国の日本が大会初優勝を果たした。
- 2010年の第4回大会において、試合中に香港の選手が脹脛に銃弾を受けるという事件が発生した[1]。
- 出場枠数は2014年の第6回大会までは8。2016年の第7回大会からは12[2]。
- COVID-19の影響で開催延期が発表されていた第9回大会は、2021年11月12日〜21日に、メキシコ・ティファナで開催することが発表されるも、COVID-19の感染再拡大で大会中止・再延期となった（「2021 WBSC女子野球ワールドカップ」も参照）[3]。その後の発表により、2023年に第9回大会として継続してグループラウンドを行い、2024年にカナダで決勝ラウンドが行われた[4][5][6]。

## 歴代大会結果

### IBAF女子野球ワールドカップ
| 回 | 開催期間                | 開催地              | 出場 | 優勝           | 準優勝         | 3位            |
| -- | ----------------------- | ------------------- | ---- | -------------- | -------------- | -------------- |
| 1  | 2004年7月30日 - 8月8日  | エドモントン        | 5    | アメリカ合衆国 | 日本           | カナダ         |
| 2  | 2006年7月31日 - 8月6日  | 台北                | 7    | アメリカ合衆国 | 日本           | カナダ         |
| 3  | 2008年8月24日 - 8月29日 | 松山                | 8    | 日本           | カナダ         | アメリカ合衆国 |
| 4  | 2010年8月12日 - 8月22日 | カラカス / マラカイ | 11   | 日本           | オーストラリア | アメリカ合衆国 |
| 5  | 2012年8月10日 - 8月19日 | エドモントン        | 8    | 日本           | アメリカ合衆国 | カナダ         |
| 6  | 2014年9月1日 - 9月7日   | 宮崎                | 8    | 日本           | アメリカ合衆国 | オーストラリア |

### WBSC女子野球ワールドカップ
| 回 | 開催期間                      | 開催地            | 出場 | 優勝 | 準優勝               | 3位        |
| -- | ----------------------------- | ----------------- | ---- | ---- | -------------------- | ---------- |
| 7  | 2016年9月3日 - 9月11日        | 釜山              | 12   | 日本 | カナダ               | ベネズエラ |
| 8  | 2018年8月22日 - 8月31日       | フロリダ          | 12   | 日本 | チャイニーズタイペイ | カナダ     |
| 9  | 2024年7月28日 - 8月3日(決勝R) | サンダーベイ 三次 | 12   | 日本 | アメリカ合衆国       | カナダ     |

- 2024年（第9回）大会からはグループラウンドと決勝ラウンドを2年かけて行う方式に変更された[8][9]。

## 代表別成績

### 獲得メダル総数
| 順 | 国・地域             | 金 | 銀 | 銅 | 計 |
| -- | -------------------- | -- | -- | -- | -- |
| 1  | 日本                 | 7  | 2  | 0  | 9  |
| 2  | アメリカ合衆国       | 2  | 3  | 2  | 6  |
| 3  | カナダ               | 0  | 2  | 5  | 6  |
| 4  | オーストラリア       | 0  | 1  | 1  | 2  |
| 5  | チャイニーズタイペイ | 0  | 1  | 0  | 1  |
| 6  | ベネズエラ           | 0  | 0  | 1  | 1  |